# Хорол, Иосиф Михайлович
Ио́сиф Миха́йлович Хоро́л (ивр. יוסף חורול‎; 23 июля 1929, Одесса — 1 января 2010, Элькана, Израиль) — советский диссидент, политзаключённый, активист сионистского движения в СССР, израильский политический деятель.

## Биография
Родился в Одессе 23 июля 1929 года в семье шофёра Михаила Львовича Хорола и домохозяйки Зинаиды Осиповны Ягнятинской-Хорол. В июне 1941-ноябре 1944 вместе с матерью и бабушкой находился в эвакуации в Казгородке Акмолинской области Казахской ССР. В 1945—1947 работал в одесском порту и учился в вечерней школе рабочей молодёжи № 7 г. Одессы. В 1948 году поступил на юридический факультет Одесского государственного университета, в котором проучился до своего ареста зимой 1951 года.
Арестован 4 января 1951 года Управлением МГБ по Одесской области (по документам — 7 января) по обвинению в активном участии в еврейской «буржуазно-националистической группе», которая проводила активную работу среди студенческой молодёжи Одессы. Проходил по одному уголовному делу вместе со своими сокурсниками: Вилли Гарцманом, Леонидом Монастырским, Ароном Фланцбаумом, Альбертом Шнейдеровым, Бернардом Щуровецким.
Приговорён 26 ноября 1951 года Одесским областным судом по ст. 54-10 ч.2, 54-11 УК УССР к 25 годам ИТЛ и 5 годам поражения в правах. Во время судебного заседания отказался от показаний, взяв вину на себя. В последнем слове заявил, что недоволен национальной политикой коммунистической партии и советского правительства, отсутствием свободы слова и вмешательством СССР в дела стран народной демократии.
Отбывал срок в Воркутлаге и Речлаге. После доследования уголовного дела повторно осуждён 29 апреля 1954 года. На суде заявил, что «весь перечень обвинений 1951 года есть его убеждения». Уличён в попытке побега из мест лишения свободы. Приговорён Судебной коллегией по уголовным делам Одесского областного суда по совокупности ст. 54-10 ч. 1 и 16-78 ч. 2 УК УССР к 10 годам лишения свободы и поражению в правах на 5 лет.
До амнистии в 1956 году отбывал срок в ИТЛ Караганды. После освобождения учился на историческом факультете Одесского государственного университета. Активный деятель сионистского движения в Одессе, а с 1960 года в Риге. В Латвии занимался созданием групп изучения еврейской истории, распространял пособия по ивриту и изданную за рубежом сионистскую литературу.
Был родоначальником первого в Советском Союзе многотиражного самиздата. В 1963 году тайно отпечатал в государственной типографии стихотворения Бялика, статьи Жаботинского и перевод книги Юриса «Эксодус». В 1969 году вместе с женой, Иттой Берлянщик, репатриировался в Израиль. В Израиле занимался поддержкой узников Сиона в СССР и их семей, организовал систему посылок и писем в советские лагеря. Был одним из создателей партии «Шломцион», а затем — членом ЦК партии «Тхия». Один из первых русскоязычных поселенцев в Самарии.
В 1990 году реабилитирован прокуратурой УССР. В октябре 1990 года на развилке дорог, ведущей на станцию Инта и микрорайон Южный, за свой счёт установил памятник женщинам — жертвам сталинского террора, посвящённый своей матери, умершей 18 февраля 1954 года в Инталаге (ОЛП-5).
Скончался от тяжёлой болезни сердца 1 января 2010 года.